# Ẋ
Ẋ ẋ – litera łacińskiej wersji alfabetu czeczeńskiego, oznaczająca dźwięk [ħ]. W zapisie cyrylicą, używaną znacznie częściej, litera ta przybiera postać znaku хъ.